# Sivry-sur-Meuse
Pour les articles homonymes, voir Sivry.
Sivry-sur-Meuse est une commune française située dans le département de la Meuse, en région Grand Est.

## Géographie

### Situation
Sivry-sur-Meuse, village sur le ruisseau de Sivry, à 10 km à l'est de Montfaucon, est formée de Sivry-le-Grand, Sivry-le-Petit et du hameau de Soutry ou Soutreville.

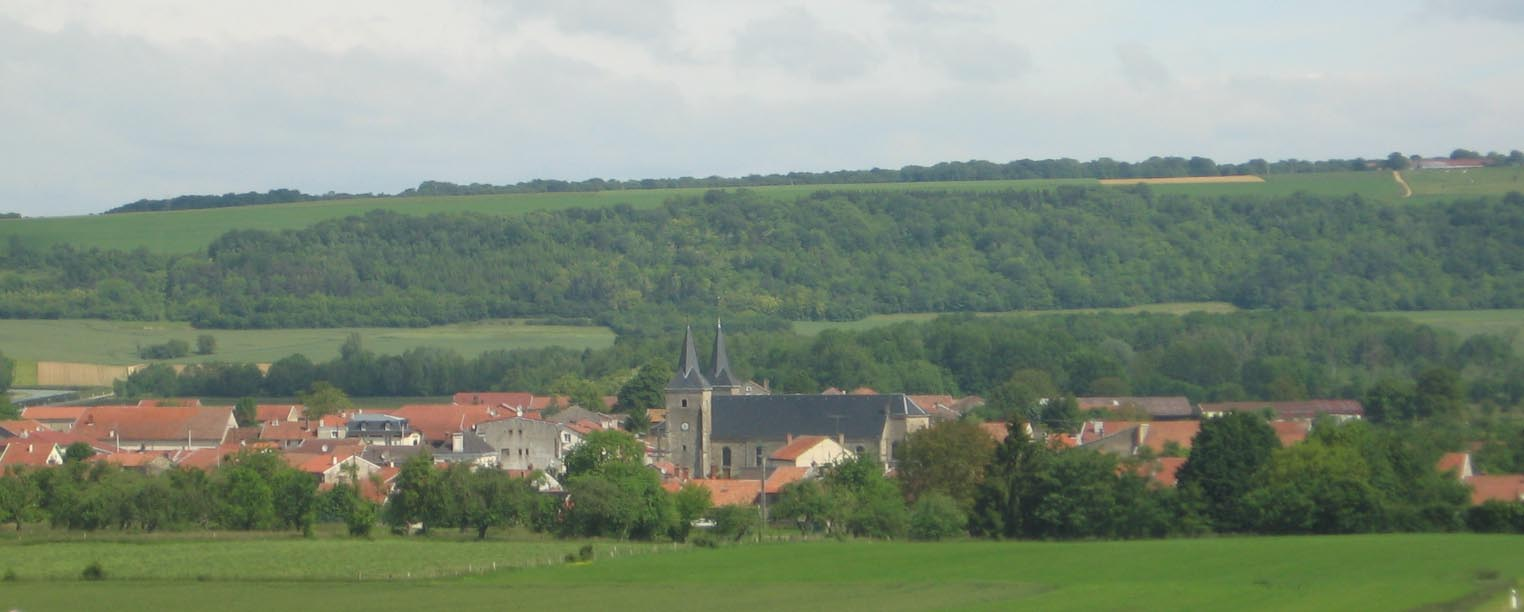
Panorama

### Communes limitrophes
Les communes limitrophes sont :
- au nord, Fontaines-Saint-Clair ;
- au nord et à l'ouest, Vilosnes-Haraumont, commune que Sivry sur Meuse coupe en deux parties non contigües ;
- à l'ouest, Dannevoux ;
- au sud, Consenvoye ;
- à l'est, Réville-aux-Bois.

| Vilosnes-Haraumont | Vilosnes-Haraumont | Réville-aux-Bois |
| Vilosnes-Haraumont | Sivry-sur-Meuse    | Consenvoye       |
| Dannevoux          | Dannevoux          | Consenvoye       |

### Hydrographie
La commune est dans le bassin versant de la Meuse au sein du bassin Rhin-Meuse. Elle est drainée par le canal de l'Est Branche-Nord, la Meuse, le ruisseau de Gueroville et le ruisseau de Brouzel,.
Le canal de l'Est Branche-Nord, d'une longueur de 141 km, est un chenal et un cours d'eau naturel navigable qui relie Givet à Troussey, où il rejoint le canal de la Marne au Rhin.
La Meuse, d'une longueur de 486 km dans sa partie française, est un fleuve européen qui prend sa source en France, dans la commune du Châtelet-sur-Meuse, à 409 mètres d'altitude, et se jette dans la mer du Nord après un cours long d'approximativement 950 kilomètres traversant la France, la Belgique et les Pays-Bas.

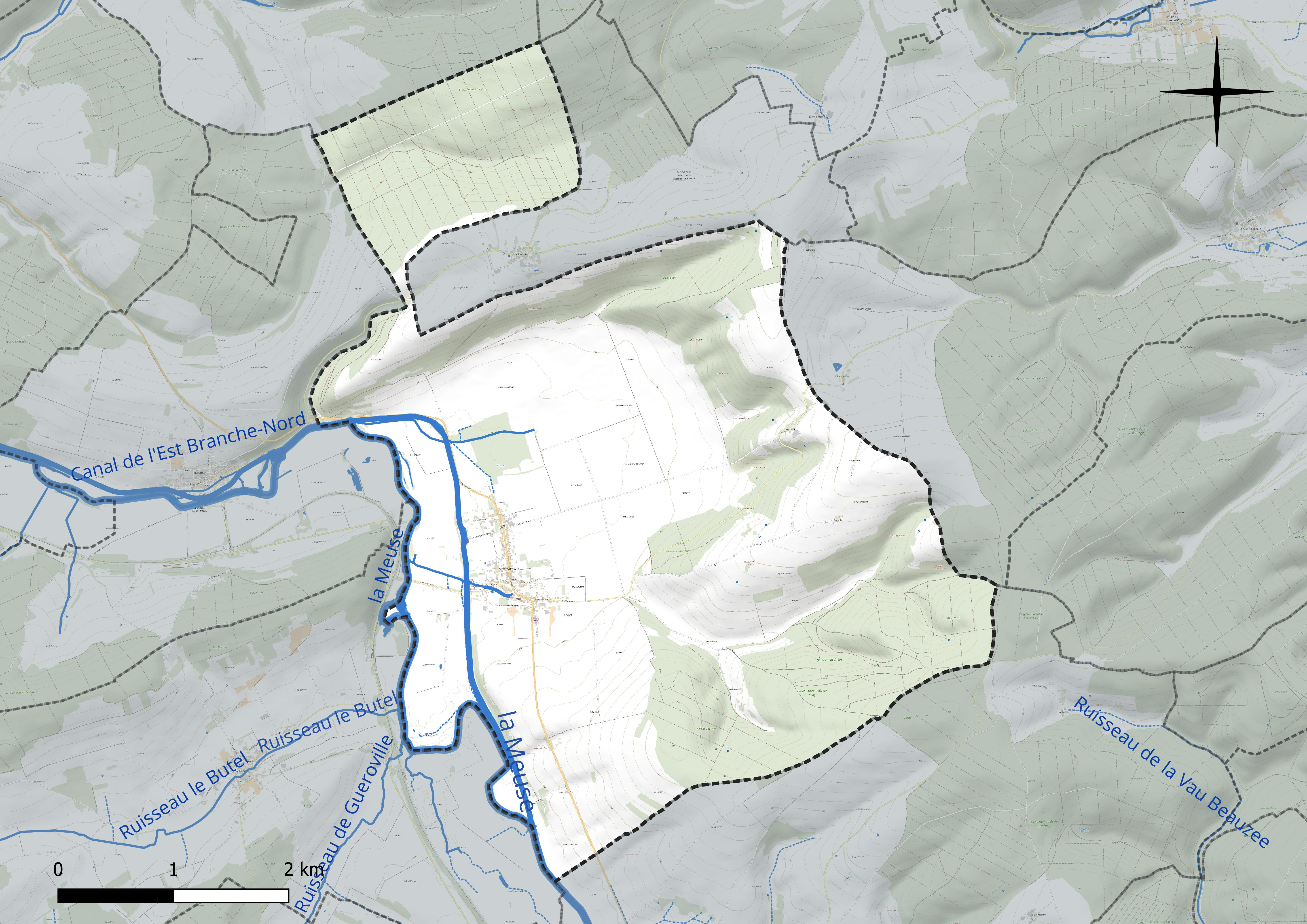
Réseau hydrographique de Sivry-sur-Meuse.

### Climat
Pour des articles plus généraux, voir Climat du Grand Est et Climat de la Meuse.
En 2010, le climat de la commune est de type climat de montagne, selon une étude du Centre national de la recherche scientifique s'appuyant sur une série de données couvrant la période 1971-2000. En 2020, Météo-France publie une typologie des climats de la France métropolitaine dans laquelle la commune est exposée à un climat océanique altéré et est dans la région climatique  Lorraine, plateau de Langres, Morvan, caractérisée par un hiver rude (1,5 °C), des vents modérés et des brouillards fréquents en automne et hiver.
Pour la période 1971-2000, la température annuelle moyenne est de 9,7 °C, avec une amplitude thermique annuelle de 15,7 °C. Le cumul annuel moyen de précipitations est de 952 mm, avec 14 jours de précipitations en janvier et 9,8 jours en juillet. Pour la période 1991-2020, la température moyenne annuelle observée sur la station météorologique de Météo-France la plus proche, « Septsarges », sur la commune de Septsarges à 9 km à vol d'oiseau, est de 10,3 °C et le cumul annuel moyen de précipitations est de 942,8 mm. 
La température maximale relevée sur cette station est de 39,9 °C, atteinte le 25 juillet 2019 ; la température minimale est de −15,7 °C, atteinte le 1er janvier 1997,,.
Les paramètres climatiques de la commune ont été estimés pour le milieu du siècle (2041-2070) selon différents scénarios d'émission de gaz à effet de serre à partir des nouvelles projections climatiques de référence DRIAS-2020. Ils sont consultables sur un site dédié publié par Météo-France en novembre 2022.

## Urbanisme

### Typologie
Au 1er janvier 2024, Sivry-sur-Meuse est catégorisée commune rurale à habitat dispersé, selon la nouvelle grille communale de densité à sept niveaux définie par l'Insee en 2022.
Elle est située hors unité urbaine. Par ailleurs la commune fait partie de l'aire d'attraction de Verdun, dont elle est une commune de la couronne,. Cette aire, qui regroupe 103 communes, est catégorisée dans les aires de moins de 50 000 habitants,.

### Occupation des sols
L'occupation des sols de la commune, telle qu'elle ressort de la base de données européenne d’occupation biophysique des sols Corine Land Cover (CLC), est marquée par l'importance des territoires agricoles (57,1 % en 2018), une proportion sensiblement équivalente à celle de 1990 (57,4 %). La répartition détaillée en 2018 est la suivante : 
terres arables (45,2 %), forêts (41,1 %), prairies (11,6 %), zones urbanisées (1,8 %), zones agricoles hétérogènes (0,3 %). L'évolution de l’occupation des sols de la commune et de ses infrastructures peut être observée sur les différentes représentations cartographiques du territoire : la carte de Cassini (XVIIIe siècle), la carte d'état-major (1820-1866) et les cartes ou photos aériennes de l'IGN pour la période actuelle (1950 à aujourd'hui).

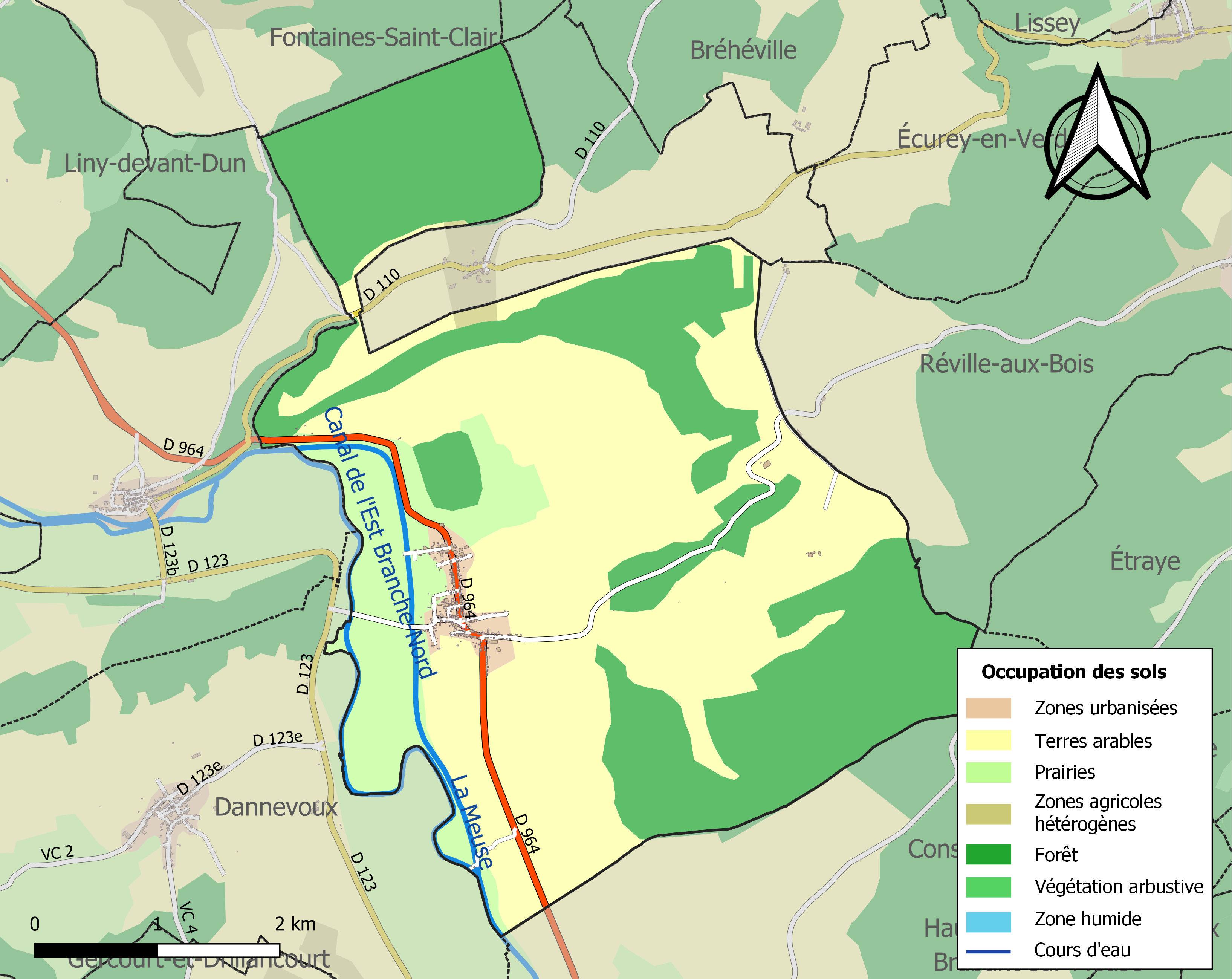
Carte des infrastructures et de l'occupation des sols de la commune en 2018 (CLC).

## Toponymie
Le nom de la localité est attesté sous les formes Superiacus-Major, Superiacus-Minor en 973 ; Superiacus-Major en 1127 ; Superiacum en 1139 ; Superiacum-Magnum au XIIe siècle ; Syveriacum en 1230 ; Syvrei, Siverey en 1249 ; Syverei-le-Grant, Syverei-la-Ville en 1250 ; Syvereium-Magnum en 1250 ; Syverey en 1262 ; « Au ban d’Axei de leis Syverei-sor-Muese » en 1269 ; Syverei-sor-Mueze (1269) ; Xivereyum-super-Mosa en 1357 ; Sivery, Sivery-sus-Meuse en 1549 ; Sivry-sur-Mouse en 1601 ; Sivreyum-super-Mozam en 1642 ; Sivray-sur-Meuze en 1723 ; Civriacum-supra-Mosam, Civry-sur-Meuse en 1738 ; Xivray ou Xivry-sur-Meuse en 1756.
Il s'agit d'une formation toponymique en gallo-romaine en -(i)acum, précédée d'un élément Sivr- qui a donné lieu à quelques hypothèses : Albert Dauzat suggère le nom de personne latin Superius (que l'on retrouve dans saint Supéry), d'où les formes Superiacus / -um relevées dès le Xe siècle, d'autres considèrent qu'il s'agit de la préposition latine super, d'où un Superiacum qui signifierait « Position élevée », le village étant au pied d'une hauteur. Il faut cependant noter que super a donné la préposition sur en français (latin super > ancien français sovre, sour(e), sor(e), sur > français sur par influence de sus), l'évolution en Si- est peut-être liée aux différents Sivry.
Le village était composé des hameaux de Sivry-le-petit, Sivry-le-grand et de Soutry ou Soutreville attesté sous les formes Subtriavilla au Xe siècle ; Subterice-villa en 1049 ; Subterior-villa en 1049 ; Soutreville en 1242 ; Souldreville en 1529 ; Sontreville en 1549 ; Soustreville en 1578 ; Soutreuille en 1775 qui serait formé de subterius « plus en dessous » dérivé de subtus et -acum. Le nom des deux premiers confirmerait l'étymologie super « élevé ».
Le village est situé dans la vallée de la Meuse ; en néerlandais et en allemand, Maas ; en wallon, Moûse ; en latin Mosa), un fleuve européen qui prend sa source en France et se jette dans la mer du Nord après un cours long d'approximativement 950 kilomètres traversant la France, la Belgique et les Pays-Bas.

## Histoire
Il est mentionné dans les anciennes chartes des évêques de Verdun au Xe siècle. En 1024, Heimon, évêque de Verdun, donne la terre de Sivry au chapitre de la cathédrale pour en augmenter les revenus. La bulle du pape Léon IX en 1049, énumère, parmi les biens de la cathédrale, Sivry avec son église, ses bois, etc.
Avant 1790, Verdunois, terre du chapitre, chef-lieu de prév. cout. baill. et présid. de Verdun, ancienne justice des chanoines de la cathéd. parlement de Metz ; les chanoines de la cathéd. en sont seuls seigneurs. - Dioc. de Verdun, archid. de la Princerie, doy. de Chaumont.
La prév. de Sivry-sur-Meuse comprenait les localités dont les noms suivent : Belleville, la Bergerie, Bréhéville, Consenvoye, Fontaines, Haraumont, Haumont-près-Samogneux, (partie avec Charny), Liny-devant-Dun, Monnemont-Ruiné, La Roche, Sivry-sur-Meuse.
Sivry reçoit sa charte d'affranchissement en l'an 1578, du chapitre de l'église cathédrale de Notre-Dame de Verdun.
En 1790, lors de l'organisation du département, Sivry-sur-Meuse devient chef-lieu de l'un des cantons dépendant du district de Verdun ; ce canton est composé des municipalités suivantes : Brabant-sur-Meuse, Consenvoye, Dannevoux, Drillancourt, Forges, Gercourt, Haumont-près-samogneux, Sivry-sur-Meuse. Sivry reste chef-lieu de canton jusqu'en 1801.
source : pouillé du diocèse de Verdun commencé par l'abbé N. Robinet, continué par l'abbé J.B.A. Gillant, curé d'Auzéville. Tome IV 1910
Sivry-sur-Meuse est particulièrement marqué par la guerre de 1914-1918. La plupart des habitants quittent le village les 24 et 25 août 1914. Les Allemands investissent le village le 27 août 1914. Parmi les habitants restés sur place, les hommes de 18 à 55 ans sont envoyés au camp de Grafenwöhr. Les autres habitants sont refoulés vers le nord. Les Allemands ne gardent que quelques femmes pour laver leur linge, jusqu'à la bataille de Verdun en février 1916.
Presque toutes les maisons du villages sont détruites pendant la bataille de Verdun. L'église a encore ses deux clochers debout mais très fragilisés, ils doivent être complètement reconstruits. Après la guerre, les premiers habitants reviennent le 27 novembre 1918 pour se rendre compte des dégâts, mais c'est seulement en avril 1919 que les réfugiés commencent à rentrer définitivement.

## Politique et administration

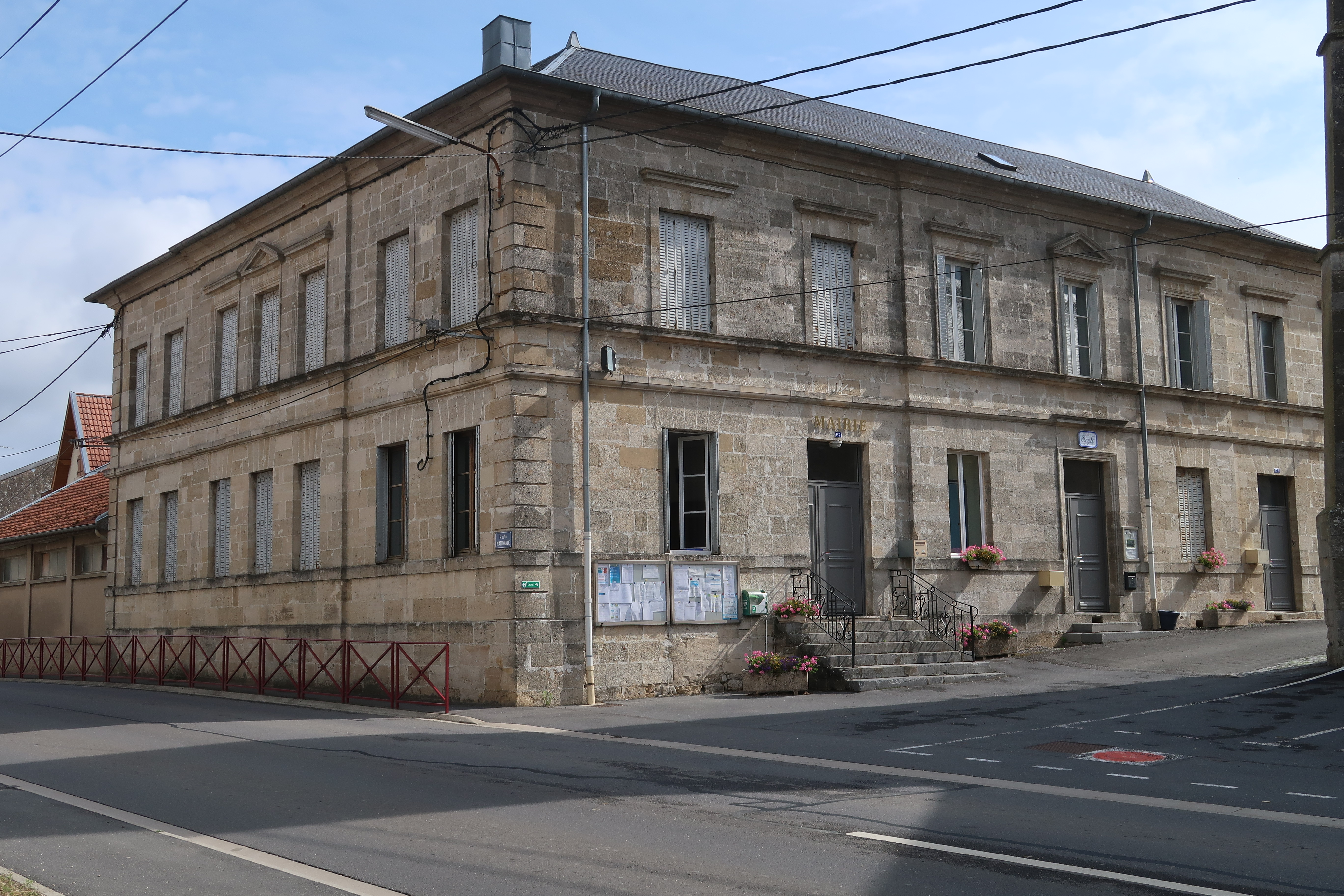
Mairie

## Population et société

### Démographie
L'évolution du nombre d'habitants est connue à travers les recensements de la population effectués dans la commune depuis 1793. Pour les communes de moins de 10 000 habitants, une enquête de recensement portant sur toute la population est réalisée tous les cinq ans, les populations de référence des années intermédiaires étant quant à elles estimées par interpolation ou extrapolation. Pour la commune, le premier recensement exhaustif entrant dans le cadre du nouveau dispositif a été réalisé en 2006.

En 2022, la commune comptait 337 habitants, en évolution de −1,17 % par rapport à 2016 (Meuse : −4,4 %, France hors Mayotte : +2,11 %).
| 1793 | 1800 | 1806  | 1821  | 1831  | 1836  | 1841  | 1846  | 1851  |
| ---- | ---- | ----- | ----- | ----- | ----- | ----- | ----- | ----- |
| 912  | 966  | 1 071 | 1 016 | 1 052 | 1 046 | 1 018 | 1 062 | 1 067 |

| 1856  | 1861  | 1866  | 1872 | 1876 | 1881 | 1886 | 1891 | 1896 |
| ----- | ----- | ----- | ---- | ---- | ---- | ---- | ---- | ---- |
| 1 034 | 1 013 | 1 008 | 912  | 918  | 879  | 836  | 819  | 745  |

| 1901 | 1906 | 1911 | 1921 | 1926 | 1931 | 1936 | 1946 | 1954 |
| ---- | ---- | ---- | ---- | ---- | ---- | ---- | ---- | ---- |
| 719  | 744  | 730  | 569  | 626  | 605  | 534  | 516  | 510  |

| 1962 | 1968 | 1975 | 1982 | 1990 | 1999 | 2006 | 2011 | 2016 |
| ---- | ---- | ---- | ---- | ---- | ---- | ---- | ---- | ---- |
| 478  | 490  | 425  | 387  | 358  | 343  | 361  | 385  | 341  |

| 2021 | 2022 | - | - | - | - | - | - | - |
| ---- | ---- | - | - | - | - | - | - | - |
| 335  | 337  | - | - | - | - | - | - | - |

### Manifestations culturelles et festivités
Chaque 1er dimanche de juin se déroule la fête de l'escargot.

## Culture locale et patrimoine

### Lieux et monuments

#### Patrimoine religieux
- L'église Saint-Rémi XVIIIe siècle.

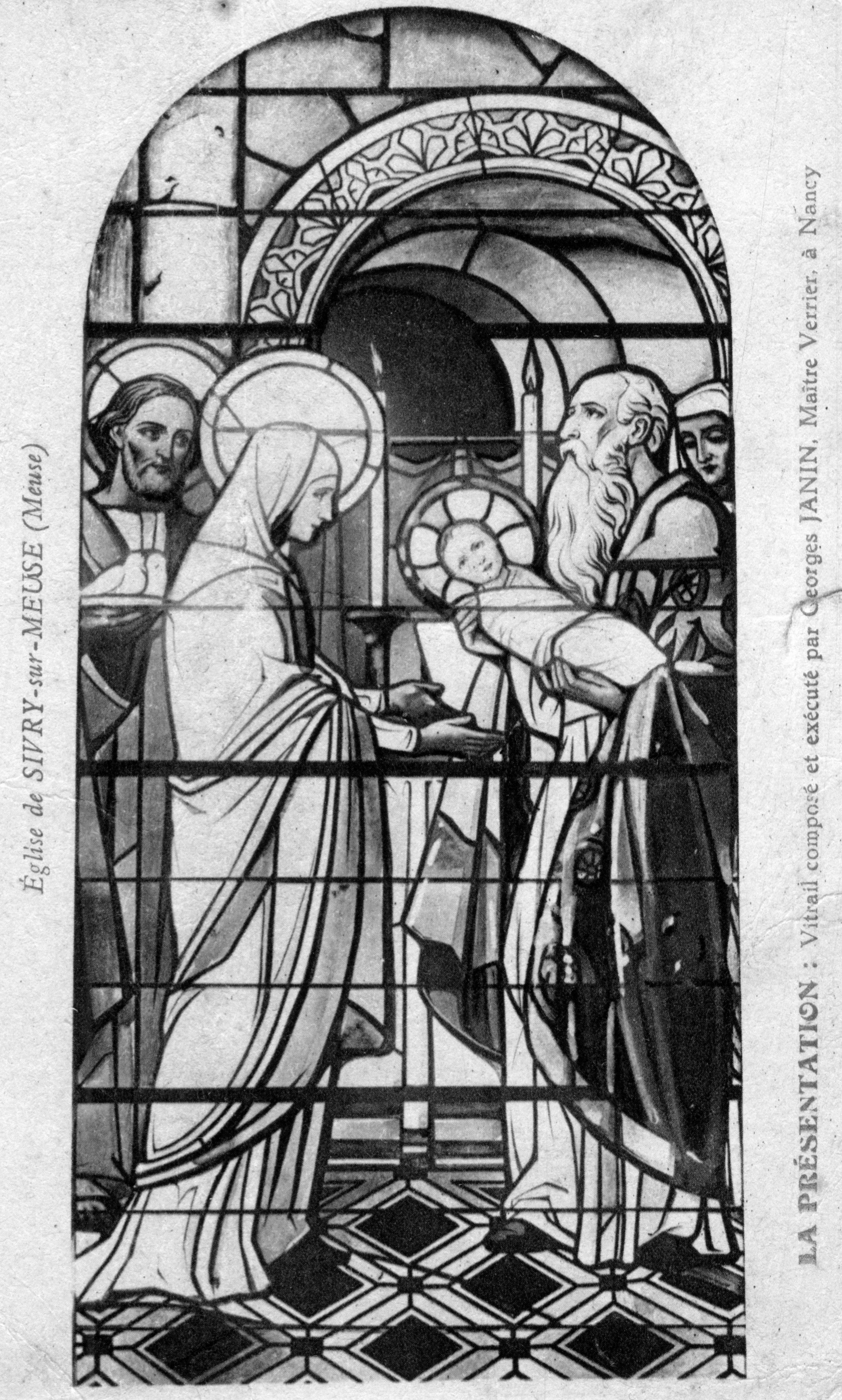
Église de Sivry. La Présentation : vitrail composé et exécuté par Georges Janin, maître-verrier à Nancy.

- La chapelle Saint-Pantaléon.
Cette chapelle se situe à 306 mètres d'altitude. Saint Pantaléon aurait été le médecin d'un empereur romain. Avec saint Luc, il est patron des médecins. Il fut décapité en 303.
 Le 4 novembre 1918, Claudius Berry, lieutenant au 2e RIC est gravement blessé à proximité de la chapelle. Il fait alors le vœu de la restaurer s'il survit à ses blessures. Ce qu'il fit une fois guéri, la chapelle restaurée a reçu la bénédiction le 29 juillet 1928. Ce monument a été à nouveau restauré en octobre 2012.

#### Monument américain de Sillon-fontaine
1928, route de Réville aux bois, Borne de Cornouiller. Ce monument, érigé à l'initiative du capitaine Carl E. Glock de Pittsburgh, est l'œuvre de l'architecte Marcel Delangle et de l'entreprise Large. Cette construction est érigée en souvenir des officiers et des soldats du 316e régiment de la 79e division américaine morts en 1918 dans le secteur de Verdun. L'une des faces du monument relate l'histoire du régiment, depuis son organisation au camp de Meade, dans l'état du Maryland, aux États-Unis, le 29 août 1917, jusqu'à sa démobilisation, le 9 juin 1919. En outre les noms de Montfaucon-d'Argonne, de Troyon et de Grande-Montagne sont gravés sur les faces du socle du monument. Le 316e a perdu 78 officiers et 3 128 soldats.

#### Fontaine-lavoir
1842. Cette imposante bâtisse présente encore l'inscription, devenue rare : "Lavoir public". Les façades ouest et est sont percées de quatre fenêtres en plein cintre et possèdent également une porte dont la partie supérieure est cintrée.

#### Monument aux morts
1925. Architecte : Eugène Chifflot. Sculpteur : Henri Bouchard. L'architecte Eugène Chifflot, né en 1872, et le sculpteur Henri Bouchard, 1875-1960, tous deux Prix de Rome, réalisent ensemble ce monument aux morts, dédié aux victimes de la Première Guerre mondiale. La femme en haut-relief est une veuve de guerre. Très digne, elle porte une longue robe, aux plis et au drapé géométrique, typique des représentations de l'époque. Ce monument a été restauré en avril 2012 en même temps que le monument dédié aux Allemands.

#### Accrobranche «Foret'Vasion»
Ce parcours acrobatique en hauteur créé en 2010 procure des sensations fortes. Il est situé au croisement de Sivry-sur-Meuse - Vilosnes - Haraumont.

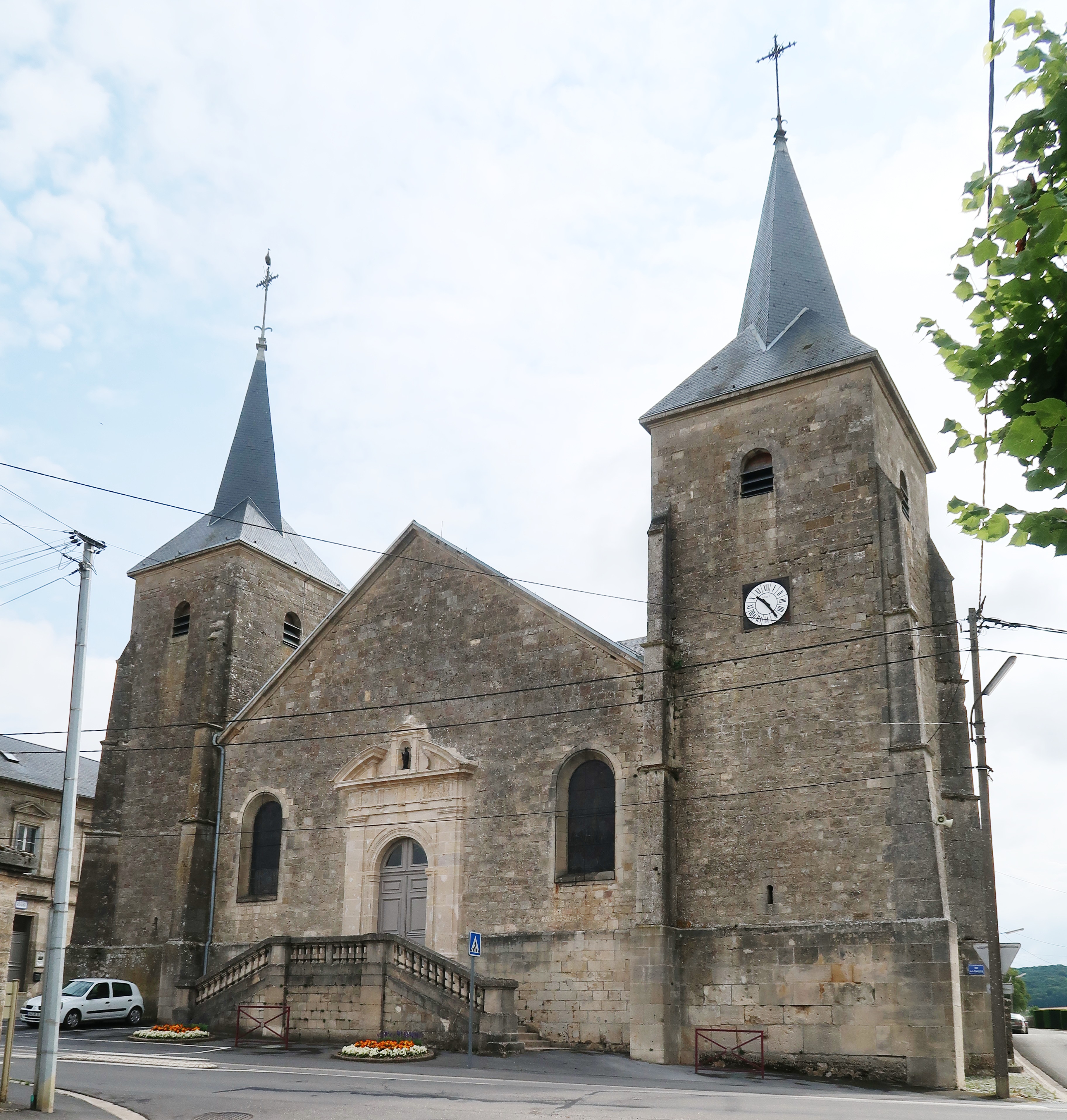
L'église Saint-Rémi.
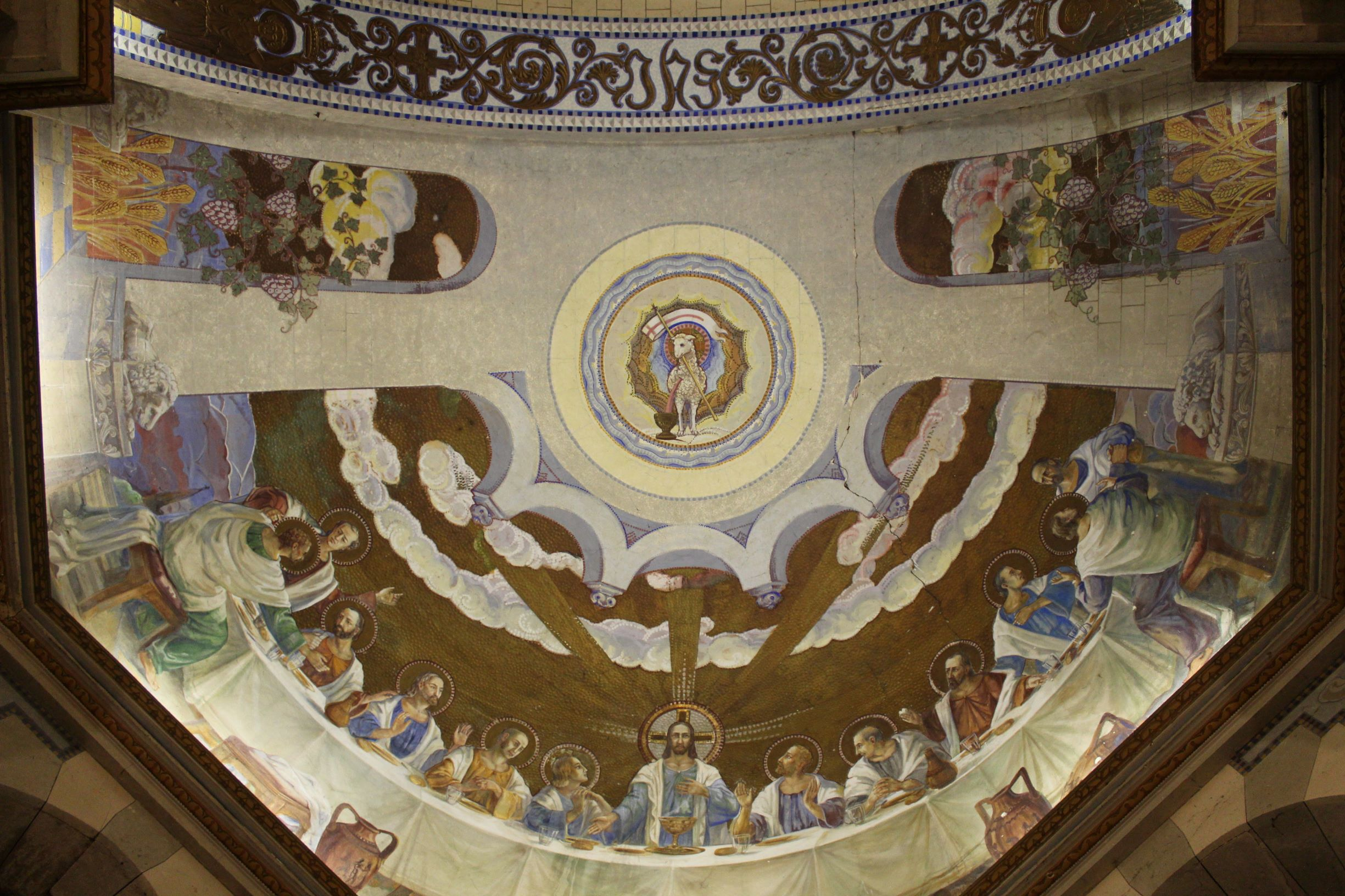
Voûte de l'abside peinte par Duilio Donzelli.
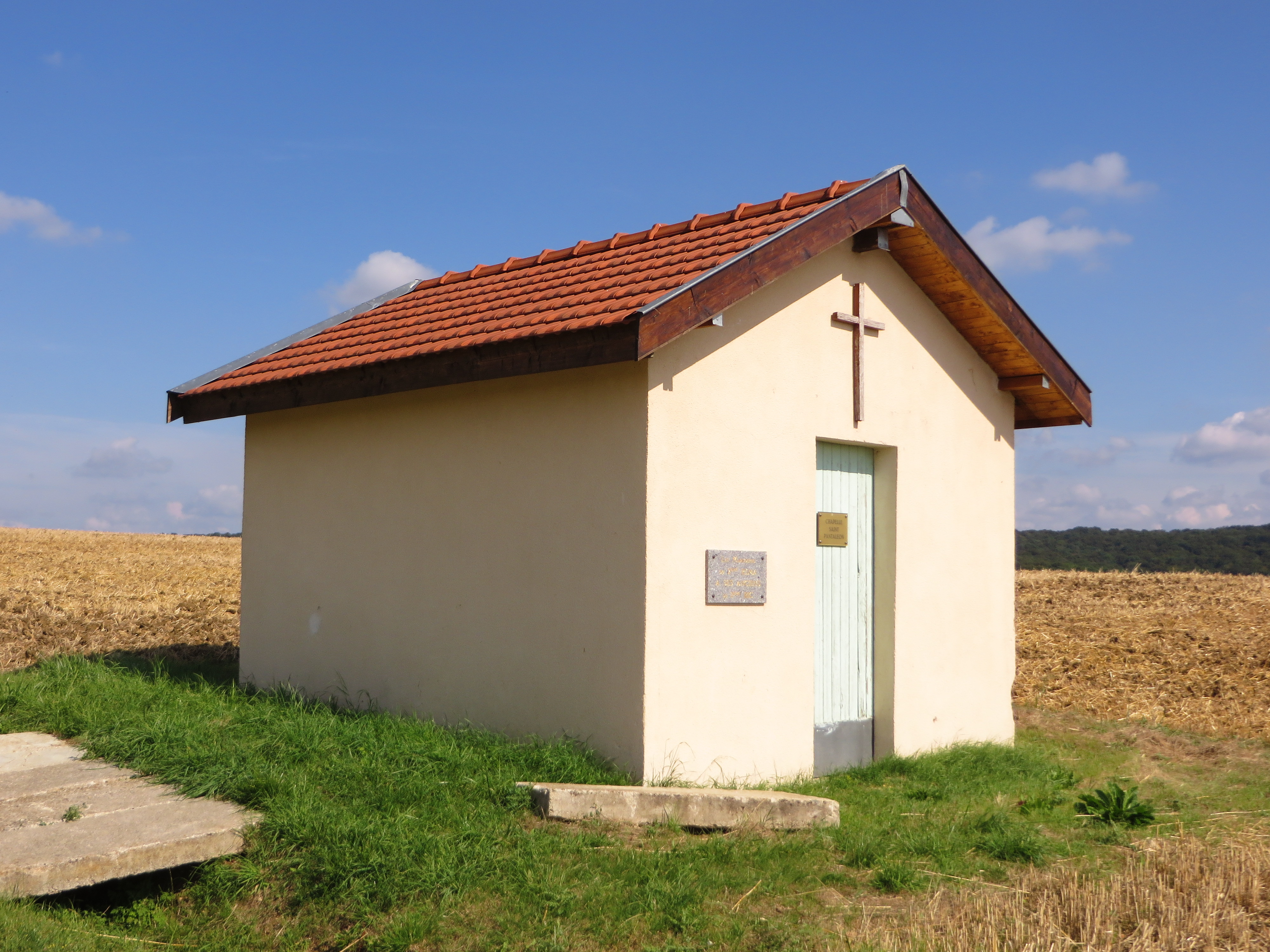
La chapelle Saint-Pantaléon.
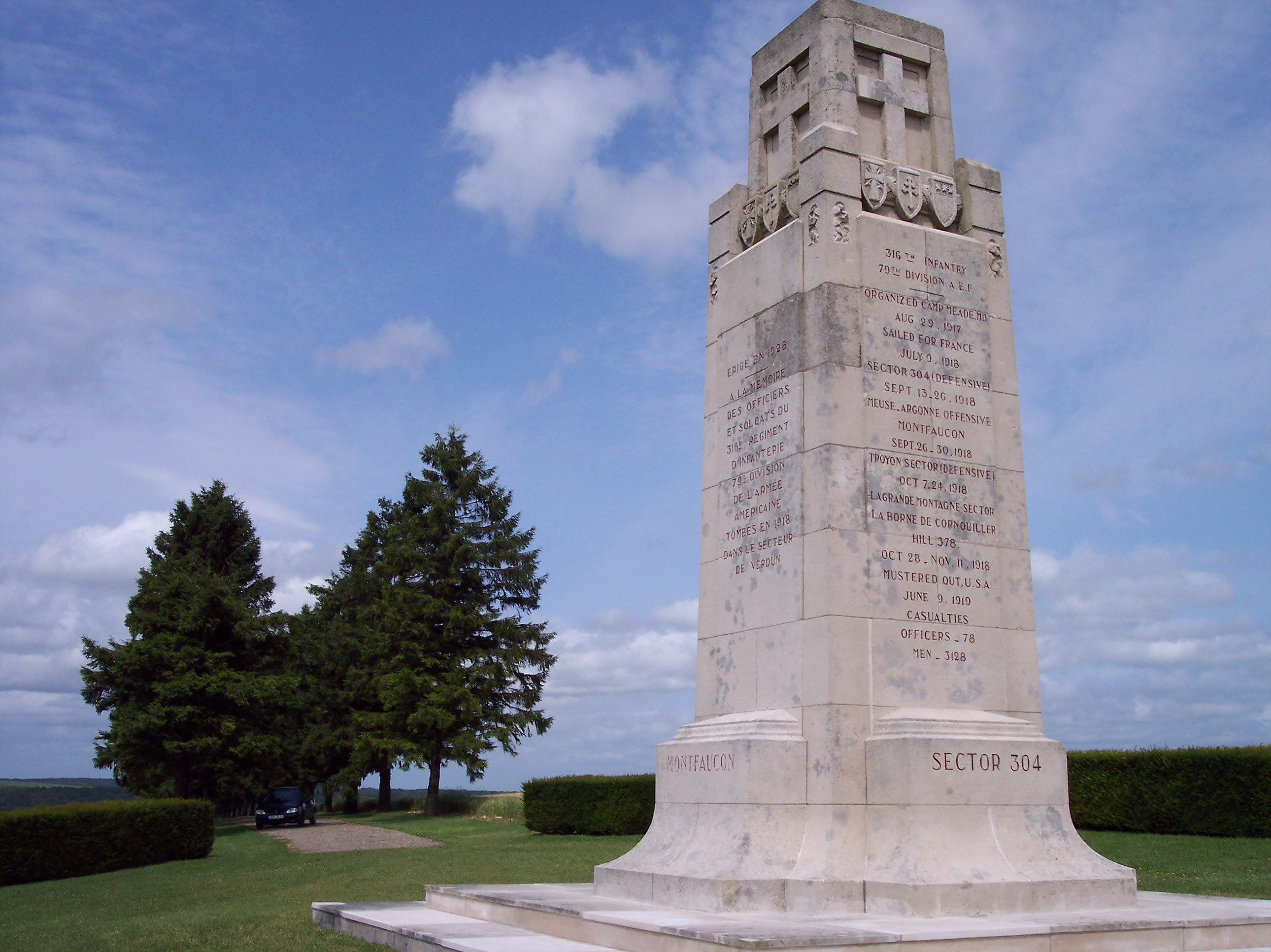
Monument américain de Sillon-fontaine.

### Personnalités liées à la commune
- Pierre Poncelet, né à Sivry-sur-Meuse le 26 avril 1790, devint préfet apostolique de l'île Bourbon (aujourd'hui île de La Réunion) de 1835 à 1850. Il mourut en 1850, au large du Portugal, sur le bateau qui le ramenait de l'île Bourbon.
- Henri Adeline, général et résistant français (1898-1971) y est inhumé.
- André Beauguitte (1901-1986), homme politique français, sous-secrétaire d'état à l'intérieur de janvier à juin 1936, député de la Meuse, maire de Verdun de 1965 à 1977, a résidé à Sivry-sur-Meuse à partir des années 1930. Il y possédait une grande maison près de l'église[27].
- L'actrice Nathalie Baye a une partie de sa famille originaire de Sivry-sur-Meuse. Son grand-père Ernest Félix Charles Baye y est né à le 29 novembre 1883.

### Héraldique
| Blason de Sivry-sur-Meuse | Blason  | Les armoiries de Sivry-sur-Meuse se blasonnent ainsi : D'azur à la fasce ondée d'or, accompagnée en chef de l'église du lieu flanquée de deux clochers, en pointe, à dextre d'un chardon et à senestre d'une colombe tenant dans son bec un rameau d'olivier, les trois d’argent. |
| Blason de Sivry-sur-Meuse | Détails | Création Dominique Larcher, Robert André Louis et Dominique Lacorde. Adopté le 24 novembre 2014. |